# Кентон (Огайо)
Кентон (англ. Kenton) — місто (англ. city) в США, в окрузі Гардін штату Огайо. Населення — 7947 осіб (2020).

## Географія
Кентон розташований за координатами 40°38′40″ пн. ш. 83°36′36″ зх. д. / 40.64444° пн. ш. 83.61000° зх. д. (40.644541, -83.609951).  За даними Бюро перепису населення США в 2010 році місто мало площу 13,29 км², з яких 13,05 км² — суходіл та 0,24 км² — водойми.

## Демографія
Згідно з переписом 2010 року, у місті мешкали 8262 особи в 3351 домогосподарстві у складі 2092 родин. Густота населення становила 622 особи/км².  Було 3773 помешкання (284/км²).
Расовий склад населення:
| - 96,2 % — білих - 0,9 % — чорних або афроамериканців - 0,3 % — азіатів - 0,2 % — корінних американців - 0,1 % — вихідців з тихоокеанських островів |

До двох чи більше рас належало 1,4 %. Частка іспаномовних становила 2,2 % від усіх жителів.
За віковим діапазоном населення розподілялося таким чином: 25,5 % — особи молодші 18 років, 59,0 % — особи у віці 18—64 років, 15,5 % — особи у віці 65 років та старші. Медіана віку мешканця становила 37,2 року. На 100 осіб жіночої статі у місті припадало 88,9 чоловіків;  на 100 жінок у віці від 18 років та старших — 84,3 чоловіків також старших 18 років.
Середній дохід на одне домашнє господарство  становив 42 394 долари США (медіана — 35 659), а середній дохід на одну сім'ю — 51 162 долари (медіана — 40 927). Медіана доходів становила 37 259 доларів для чоловіків та 30 612 долари для жінок. За межею бідності перебувало 23,6 % осіб, у тому числі 36,0 % дітей у віці до 18 років та 14,2 % осіб у віці 65 років та старших.
Цивільне працевлаштоване населення становило 3358 осіб. Основні галузі зайнятості: освіта, охорона здоров'я та соціальна допомога — 22,1 %, виробництво — 21,6 %, роздрібна торгівля — 14,0 %, мистецтво, розваги та відпочинок — 10,1 %.